# Port lotniczy Matsapha
Port lotniczy Matsapha (ang. Matsapha Airport) (IATA: MTS, ICAO: FDMS) – port lotniczy w Eswatini znajdujący się w mieście Matsapha koło Manzini. Miał status międzynarodowego portu lotniczego do czasu otwarcia w 2014 roku nowego lotniska na wschodzie kraju. 